# Ionosfera

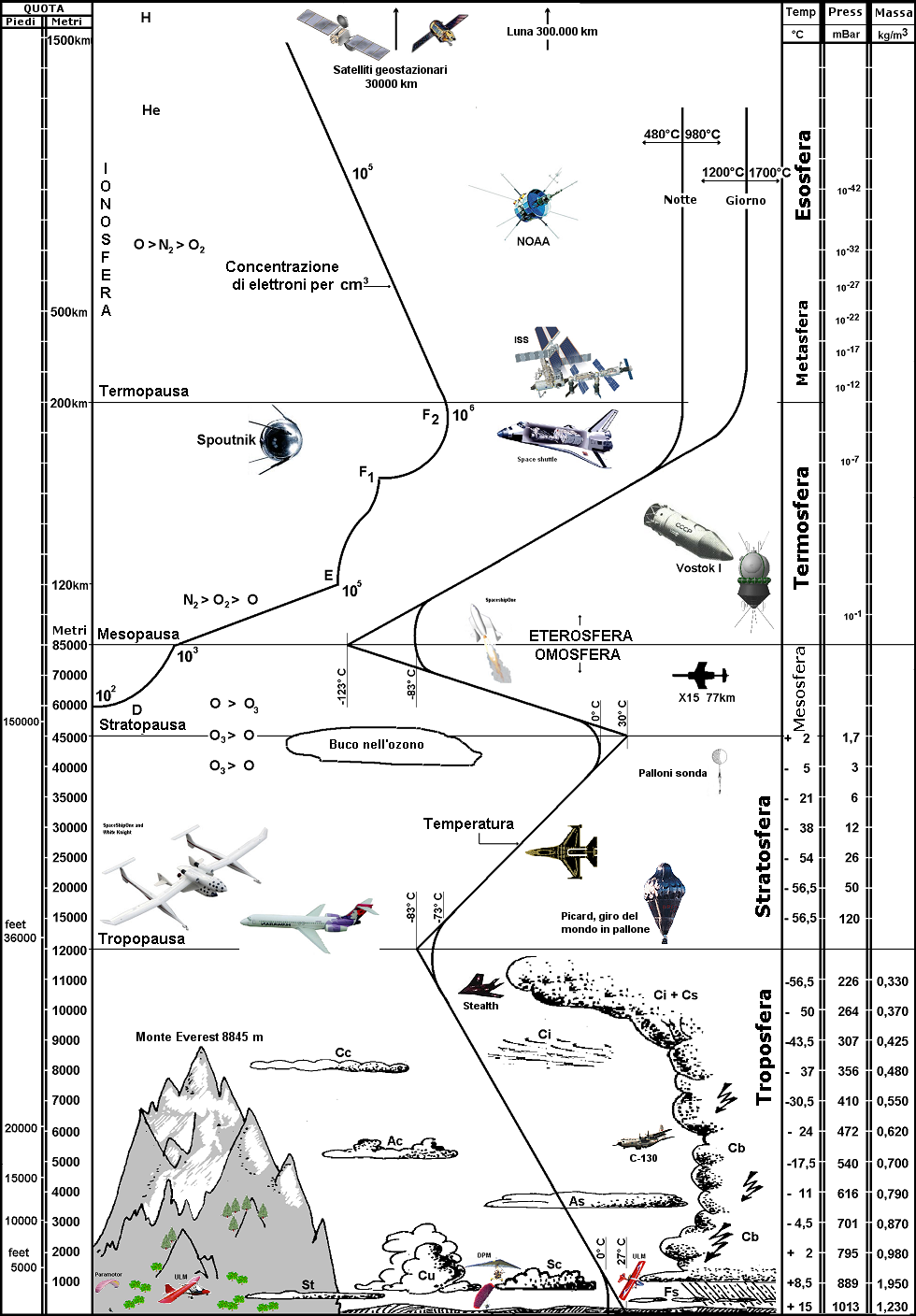
L'intera atmosfera terrestre, con le sue suddivisioni, i fenomeni più tipici e le tecnologie umane (ingrandire).

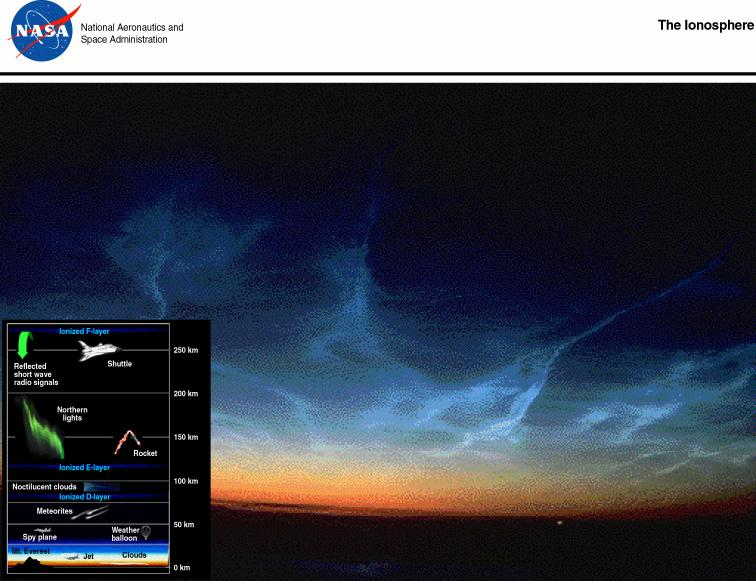
Ionosfera, immagini NASA

La ionosfera è la fascia dell'atmosfera terrestre nella quale le radiazioni del Sole, e in misura minore i raggi cosmici provenienti dallo spazio, provocano la ionizzazione dei gas componenti. Estesa fra i 60 e i 1000 km di altitudine e dunque appartenente parzialmente sia alla mesosfera sia alla termosfera, può essere ulteriormente divisa in strati evidenziandone le diverse proprietà elettriche, dovute alle variazioni di composizione e dell'intensità di radiazione solare ricevuta.

## Storia
- 1901 : Marconi stabilisce un collegamento transatlantico via radio.
- 1902 : Le onde elettromagnetiche si propagano solo in linea retta, almeno in un mezzo omogeneo. Per spiegare come i segnali radiotelegrafici emessi da Marconi siano riusciti ad aggirare la rotondità della Terra, Heaviside in Inghilterra e Kennelly in America immaginano l'esistenza ad altissima quota di strati riflettenti per le onde radio: gli strati Kennelly-Heaviside .
- 1925 : E. V. Appleton e M. Barnett sperimentalmente determinano la presenza degli strati immaginati da Heaviside e Kennelly. Questi livelli prendono in quegli anni il nome di strati di Appleton.
- 1925 :  poco dopo Appleton, i fisici americani Gregory Breit e Merle Antony Tuve misurano l'altezza degli strati della ionosfera utilizzando un trasmettitore di impulsi radio.
- 1929 : La parola ionosfera , proposta da Robert Watson-Watt, sostituisce quella di strato di Appleton .
- 1931 : Sydney Chapman sviluppa la sua teoria sulla formazione degli strati della ionosfera per azione della radiazione solare UV.
- 1999 :  L'International Reference Ionosphere , un modello della ionosfera terrestre, viene introdotto nel 1969 dall'Unione internazionale delle scienze radiofoniche (URSI) in accordo con il Comitato per la ricerca spaziale (COSpAR)[1], quindi viene ridiscusso e corretto ogni due anni da una speciale commissione internazionale. Questo modello è uno standard internazionale dal 1999.

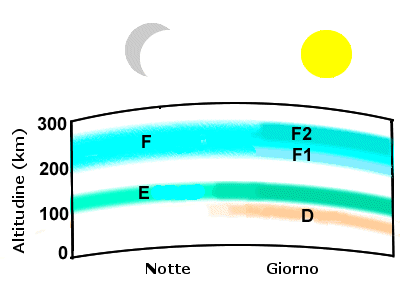
Strati della Ionosfera. Di notte sono presenti gli strati E e F. Durante il giorno si forma lo strato D, e gli strati E e F divengono molto più forti. Spesso durante il giorno lo strato F si differenzia in F1 e F2.

## Descrizione
La ionosfera è estremamente rarefatta: pur essendo spessa centinaia di chilometri, essa contiene solamente l'1% circa della massa gassosa atmosferica complessiva. La temperatura diurna varia dai 200 K degli strati più interni ai 1500 K degli strati più esterni, maggiormente esposti al Sole. La presenza dell'illuminazione solare esercita una grande influenza sulle proprietà dei gas ionosferici, che dunque cambiano sensibilmente tra il giorno e la notte. Anche il ciclo molto più lungo dell'attività solare ha effetti sensibili sulla ionosfera.
La ionosfera svolge un ruolo importante in alcune applicazioni radio a causa delle peculiari proprietà elettriche sopra citate; sotto opportune condizioni un'onda a radiofrequenza incidente su uno strato ionizzato può essere totalmente riflessa a causa della saturazione elettronica della materia, al contrario di quanto accade nell'atmosfera non ionizzata il cui indice di rifrazione presenta variazioni generalmente troppo piccole per produrre la riflessione totale di un'onda, che in parte viene assorbita e dispersa. Di conseguenza è possibile utilizzare un modello di propagazione basato su riflessioni multiple fra la superficie terrestre e la ionosfera. Questo tipo di propagazione è abbastanza efficiente per frequenze inferiori ai 30 MHz, le cosiddette onde corte, tipicamente utilizzate dalle trasmissioni radioamatoriali.

### Strato D
È lo strato più interno e si estende fra i 48 e i 90 km di altitudine. In questo caso la ionizzazione è dovuta 
alla riga alpha della serie Lyman dell'idrogeno cioè una lunghezza d'onda di 121,6 nm ionizzando l'ossido di azoto (NO).  Nello strato D le velocità di ricombinazione sono alte 
e di conseguenza vi sono più molecole neutre che ioni.
Le onde medie e le basse onde corte  radio sono sensibilmente attenuate nello strato D, il passaggio di tali onde radio
fa muovere gli elettroni, che collidono con le molecole neutre, perdendo parte della loro energia. La frequenze più basse sono maggiormente assorbite,
poiché fanno muovere gli elettroni a più grande distanza, aumentando la probabilità di collisione. Questa è la principale ragione 
dell'assorbimento delle onde radio con frequenza inferiore a 10 MHz, con via via meno assorbimento a frequenza maggiore.
L'effetto è massimo a mezzogiorno e diminuisce durante la notte quando lo spessore dello strato D diminuisce; solo una minima parte rimane
a causa dei raggi cosmici. Un esempio tipico della azione dello strato D è che spariscono le stazioni radio in AM.
Solo occasionalmente, in caso di brillamenti solari, la ionizzazione dello strato D, per effetto dei raggi X che possono ionizzare le molecole di azoto N2 e quelle di ossigeno O2, può divenire tanto intensa da conferire a questo strato notevoli proprietà di riflessione, in particolare nei confronti delle VLF, generando improvvise variazioni nelle proprietà di propagazione di queste ultime e questi fenomeni sono detti Sudden Ionospheric Disturbance, abbreviato SID.

### Strato E
Si estende fra i 90 e i 150 km di altitudine. La ionizzazione è dovuta a Raggi X molli ((1–10 nm) e
al lontano Ultravioletto (200-122 nm). Il gas ionizzato è l'ossigeno molecolare (O2).
La velocità di ricombinazione è minore rispetto allo strato D. 
Normalmente, a incidenza obliqua, questo strato può riflettere solamente onde radio che hanno una frequenza minore di 10 MHz e contribuisce debolmente all'assorbimento delle frequenze superiori. Tuttavia, durante
rare forme di radiopropagazione, detti E sporadico, lo strato Es può riflettere frequenze oltre 50 MHz. La struttura verticale
dello strato E è principalmente dovuta all'effetto concorrente della ionizzazione e ricombinazione. Durante
la notte lo strato E si indebolisce, poiché la sorgente primaria di ionizzazione non è più presente.  Dopo il tramonto, aumenta l'altezza massima dello strato E e di conseguenza
le onde radio vengono riflesse nello strato per una maggiore distanza.
Questa regione è anche nota come strato Kennelly–Heaviside o più semplicemente strato Heaviside.

#### Strato Es
È uno strato sporadico che compare talvolta alla quota di 100 km per brevi intervalli di tempo (da pochi minuti a qualche ora). È caratterizzato da nubi elettroniche di forma lamellare e piccolo spessore (2 km circa), fortemente ionizzate, in grado di supportare la propagazione fino a 20 MHz. Attualmente si stanno studiando diverse cause che potrebbero concorrere alla formazione dello strato Es; per esempio, il calore prodotto dalla disintegrazione di sciami meteorici che entrano nell'atmosfera può creare delle scie di intensa ionizzazione, interpretabili come strati Es.

### Strato F
Si estende fra i 130 e i 450 km di altitudine. Il gas ionizzato è l'ossigeno atomico (O). Di giorno lo strato F si divide in due ulteriori sottostrati, F1 (interno) ed F2 (esterno), in cui la ionizzazione assume proprietà differenti; sono detti "strati Appleton", da Edward Victor Appleton che li studiò. Lo strato F1 si estende fino a circa 240 km e contiene principalmente ioni NO+, nello strato F2, che si estende oltre la quota di circa 240 km, sono presenti soprattutto ioni O+. La regione F è la più importante dal punto di vista delle comunicazioni HF perché in essa si raggiungono le massime concentrazioni di densità elettronica, che ne fanno la più spessa e la più riflettiva.

## Applicazioni radio

Propagazione delle onde spaziali e superficiali

Un'onda radio che raggiunge la ionosfera forza gli elettroni liberi a oscillare alla stessa frequenza del suo campo elettrico. Se l'energia di oscillazione non viene persa per ricombinazione, cioè se la frequenza di ricombinazione è minore della frequenza dell'onda, gli elettroni cesseranno di oscillare reirradiando l'onda verso terra. Maggiore è la frequenza dell'onda incidente, maggiore sarà il numero di cariche libere necessarie per reirradiare l'onda. Nel caso non ci siano abbastanza cariche pronte ad oscillare, la riflessione totale e quindi la propagazione ionosferica non possono avvenire.

### Trattazione matematica
Per riflettere un'onda che si propaga verso la ionosfera con un generico angolo di elevazione ψ è necessario uno strato con indice di rifrazione n tale che (legge di Snell):
{\displaystyle \cos {\psi }>n}
L'indice di rifrazione n visto da un'onda a frequenza f che si propaga in un gas ionizzato dipende dal numero di cariche per unità di volume N secondo la relazione:
{\displaystyle n={\sqrt {1-{\frac {Ne^{2}}{4\pi ^{2}f^{2}m\epsilon _{0}}}}}}
dove m è la massa dell'elettrone, e è la carica dell'elettrone, ed ε0 è la costante dielettrica del vuoto. La relazione precedente può essere scritta come:
{\displaystyle n={\sqrt {1-\left({\frac {f_{c}}{f}}\right)^{2}}}}
da cui si ottiene l'angolo ψ massimo per cui avviene la riflessione totale:
{\displaystyle \psi <\arccos {\sqrt {1-\left({\frac {f_{c}}{f}}\right)^{2}}}}
dove fc è detta frequenza critica e vale circa:
{\displaystyle f_{c}\simeq 9{\sqrt {N}}}
La frequenza critica è quindi proporzionale a √N; in ultima analisi, essa divide il dominio delle frequenze in due parti:
- per frequenze inferiori alla frequenza critica si ha incondizionata riflessione, qualunque sia l'angolo di incidenza; n infatti si annulla.
- per frequenze superiori alla frequenza critica, la riflessione avviene solamente sotto un certo angolo di incidenza, che dipende dalla frequenza.

L'angolo di incidenza è limitato inferiormente dalla curvatura terrestre; anche utilizzando un'antenna ad un angolo di elevazione bassissimo, non è possibile ridurre l'angolo di incidenza sotto un certo valore; pertanto, la propagazione ionosferica non ha mai luogo a frequenze maggiori di 3 - 3,5 volte la frequenza critica. Per lo strato F2, che è quello maggiormente ionizzato, questo valore-limite (MUF, maximum usable frequency) vale circa 30 MHz. Per ovviare si usano i ripetitori.